# Végső állomás 2.
A Végső állomás 2. (eredeti cím: Final Destination 2) 2003-ban bemutatott amerikai természetfeletti horrorfilm, melyet David R. Ellis rendezett. A film a Végső állomás (2000) című film folytatása és a Végső állomás-filmsorozat második része. A főszereplők Ali Larter, A. J. Cook és Michael Landes.
Az első rész pénzügyi sikere után a New Line Cinema felvette a kapcsolatot Reddickkel a folytatás terveivel kapcsolatban. Mivel az eredeti film stábja nem volt elérhető, a New Line leváltotta a produkciós csapat nagy részét. A film forgatása Vancouverben és az Okanagan-tónál zajlottak. 
2003. január 31-én mutatták be, DVD-n pedig 2003. július 22-én jelent meg, amely kommentárokat, törölt jeleneteket, dokumentumfilmeket és videókat tartalmaz.
A film általánosságban vegyes értékeléseket kapott a kritikusoktól, és pénzügyi szempontból sikeresen teljesített, ugyanis a 46 millió dolláros költségvetésével szemben világszerte több, mint 90 milliót tudott gyűjteni, ami a legalacsonyabb bevételt hozó film lett a Végső állomás sorozatban. Négy díjra is jelölték, köztük a legjobb horrorfilmért járó Szaturnusz-díjra. Elkészítették a film harmadik részét, a Végső állomás 3.-at, amit 2006 februárjában mutattak be.

## Történet
Egy évvel a 180-as járat tragédiája után járunk, a repülőgép lezuhanás és a többi baleset után, az egyetlen túlélő Clear, aki azóta önszántából elmegyógyintézetbe vonult, ugyanis azt állítja, maga a Halál üldözi.
Kimberly Corman és három barátja autóval indulnak útra egy kis kikapcsolódásra az autópályán, amikor is a lánynak látomása támad, melyben az úton tömegbaleset történik, és rengeteg autós – köztük ők is – meghalnak. A látomásban egy teherautón fát szállítanak, azonban a fákat tartó lánc elpattan. Az egyik fa egyenesen Thomas Burke autójába megy be, ahonnan már csak véresen jön ki. Eugene Dix is meghal, leesik a motorjáról, ami később nekiütközik és kettévágja. Rory Peters sem éli túl, a teherautó belehajt az autójába, amiben ült. A következő halott Kat Jennings, nekimegy egy fának, felborul az autója és a szilánkok összeszurkálják őt. Tim Carpenter és anyja, Nora Carpenter együtt halnak meg, felrobban az autójuk. Evan Lewis autójával belehajt a teherautóba, ami kigyullad. Evan még nem halt meg, de egy másik nagyobb teherautó elüti. A teherautó Kimberly-t és barátait is megöli, mikor a látomásból felébred. Kimberly-re rátör a pánik, feltartja a víziójában szereplő autók sorát, a katasztrófa pedig valóban bekövetkezik. A lányt Thomas megmenti, de barátai meghalnak, egy kamion ugyanis beléjük hajt.
Miután kihallgatta őt a rendőrség, Kimberly megtudja a tévéből, hogy az egyik fiatal srác, akinek a látomás szerint meg kellett volna halnia a balesetben, Evan tragikus módon elhunyt, tűz ütött ki a lakásában, menekülés során pedig a tűzlétra egyenesen a szemébe zuhant. A lány gyanakodni kezd, hogy a 180-as járat túlélőihez hasonlóan immár rájuk is a Halál vadászik, így ellátogat az egyetlen személyhez, akinek sikerült legyőznie a Halált, az elmegyógyintézetben egy gumiszobában lakó Clearhez. Ő azonban csak annyit mond Kimberly-nek, hogy a többi hat túlélővel együtt meg fog halni.
Időközben a Halál újabb áldozatot szed, a 15 éves Tim személyében, akire rázuhan egy hatalmas üvegfal. Kimberly és Thomas elhatározzák, a túlélőket a férfi lakásán összegyűjtik, hogy ne lehessen bajuk, előtte azonban még a hozzájuk frissen csatlakozott Clearrel elmennek annak korábbi, hullaházban dolgozó ismerőséhez, Bludworth-höz, aki elmondja nekik, hogy a Halál ezúttal a balesettel ellenkező sorrendben öli meg kiszemeltjeit, ezt pedig csak egy új élet győzheti le. A túlélők és Clear rájönnek, hogy egy Isabella nevű nő az autópályán állapotos volt, és a baba születése megszakíthatja a láncot. Thomas az embereivel egy közeli fogdába viteti, hogy biztonságban legyen. Az elhunyt Tim anyja időközben elválik a többiektől, majd mikor beszáll a liftbe, különös módon feje annak ajtajába beragad, néhány pillanat múlva pedig az ajtó levágja.
Mialatt a hétfős csoport úton van a fogdához, kiderül, hogy mindegyik túlélő került már halálközeli helyzetbe, melyek végül a 180-as járatról leszállt fiatalok miatt nem következtek be, ez pedig arra utal, hogy minden az egy éve lezuhant repülőgéphez vezet vissza. Egy váratlan pillanatban a sofőr, Kat elveszíti uralmát a jármű felett, majd egy út menti szalmaboglyában kötnek ki. A helyszínre érkező mentők a sebesült Eugene-t kórházba szállítják, a tűzoltók pedig megkezdik a kocsiba ragadt Kat kimentését, ám egy ütéstől az autó légzsákja felfújódik, ez pedig a benne ülő Kat fejét beleveri egy kiálló vasrúdba. (Kat azonnal meghal). Egy másik túlélő, a drogfüggő Rory megment egy helyszínen segédkező fiatal fiút, Brian Gibbonsot egy autó elől, ám néhány pillanattal később az egyik közelben parkoló kocsi benzintankja berobban, és a robbanás erejétől levegőbe repülő szögesdrót szétszabdalja Rory testét.
Kimberly-ék megtudják, hogy Isabella is kórházban van, hamarosan szülni fog, így odaindulnak. Miután a nő gyermeke megszületett, örvendezni kezdenek, hogy legyőzték a Halált, ám Kimberly látomása alapján Isabella mégsem halt volna meg a balesetben, így a baba születése nincs hatással a halálozási láncra. Időközben Clear belép a súlyos állapotban lévő Eugene szobájába, egy benti berendezés hatalmas robbanást okoz, melytől mindketten életüket vesztik. Kimberly egy újabb vízió alapján a kórház melletti tóba ugrat egy lopott mentőautóval, hogy legyőzze a Halált, majd vízbe fullad, de Thomas és egy ápolónő jóvoltából azonban visszatér az élők közé, átverve ezzel a Halált.
A két túlélőt napokkal később vendégül látja az autóbalesetnél segédkező család, akik elmesélik, hogy fiukat maga Rory rántotta el egy őt majdnem elgázoló autó elől. Kimberly és Thomas rosszat kezdenek sejteni, ránéznek a grillsütőnél babráló Brianre, aki hirtelen a sütővel együtt felrobban és meghal.

## Szereplők
| Színész             | Szerep                  | Magyar hang      |
| ------------------- | ----------------------- | ---------------- |
| A. J. Cook          | Kimberly Corman         | Bognár Anna      |
| Michael Landes      | Thomas Burke            | Széles Tamás     |
| Ali Larter          | Clear Rivers            | Zsigmond Tamara  |
| TC Carson           | Eugene Dix              | Király Attila    |
| Jonathan Cherry     | Rory Peters             | Schneider Zoltán |
| Keegan Connor Tracy | Kat Jennings            | Solecki Janka    |
| Lynda Boyd          | Nora Carpenter          | Csere Ágnes      |
| James Kirk          | Timothy "Tim" Carpenter | Molnár Levente   |
| David Paetkau       | Evan Lewis              | Simonyi Balázs   |
| Noel Fisher         | Brian Gibbons           | Bíró Attila      |
| Justina Machado     | Isabella Hudson         | Kiss Eszter      |
| Tony Todd           | William Bludworth       | Borbiczki Ferenc |

## Kapcsolódó filmek
A Végső állomás 2. a Végső állomás (2000) folytatása. Ezt követte a Végső állomás 3. (2006), a Végső állomás 4. (2009) és a Végső állomás 5. (2011).